# Абдырова
Абды́рова — деревня в Аргаяшском районе Челябинской области, входит в состав Дербишевского сельского поселения. Согласно всероссийской переписи 2010 года в деревне проживало 245 человек, преобладающая национальность — башкиры.

## География
Расположено на юго-востоке района, на берегу озера Малый Кисегач, в 40 км от райцентра Аргаяш, с которым связана автобусным сообщением. Высота над уровнем моря 236 м. Ближайший населённый пункт — Ишалино — в 2 км на север, железнодорожная станция — Ишалино Южно-Уральской железной дороги — в 4 км. В деревне 6 улиц.

## История
Образована в конце XVIII века объединением двух старинных башкирских деревень Абдырова и Супхангулова (иначе Собхангол).
В начале XX века относилась к Метелевской волости Челябинского уезда Оренбургской губернии, при советской власти — к Аргаяшской волости Аргаяшского кантона БАССР . По переписи 1920 года: число дворов — 88, численность населения — 370 человек, из них мужчин — 190, женщин — 180. Число хозяйств по переписи 1926 года — 85.

## Население
| 2002 | 2010 |
| ---- | ---- |
| 248  | ↘245 |

- 1873—288 чел.
- 1900—323 чел.
- 1916—415 чел.
- 1970—431 чел.
- 1983—340 чел.
- 1995—270 чел.
- 2010—245 чел.

## Люди, связанные с селом
- Хабир Самохужин — Герой Социалистического Труда.